# Fritz Giese
Frederic Karl Edouard Giese (La Haia (Països baixos), 2 de gener, 1859 - Boston, 5 d'agost de 1896, Boston (Massachusetts (Estats Units), va ser un violoncel·lista neerlandès-americà. Fill del també violoncel·lista Joseph Giese.

## Biografia
Va estudiar amb el seu pare, des dels quatre anys a casa, i després al Conservatori de l'Haia. Als deu anys va debutar en públic interpretant un dels concerts de Bernhard Romberg. Més tard, després d'haver rebut una beca reial, va millorar les seves habilitats a Dresden amb Friedrich Grützmacher i a París amb Leon Jacquard. Després d'una gira per Dinamarca, Suècia i Noruega, va tornar als Països Baixos i va tocar durant un any en una de les orquestres d'Amsterdam.

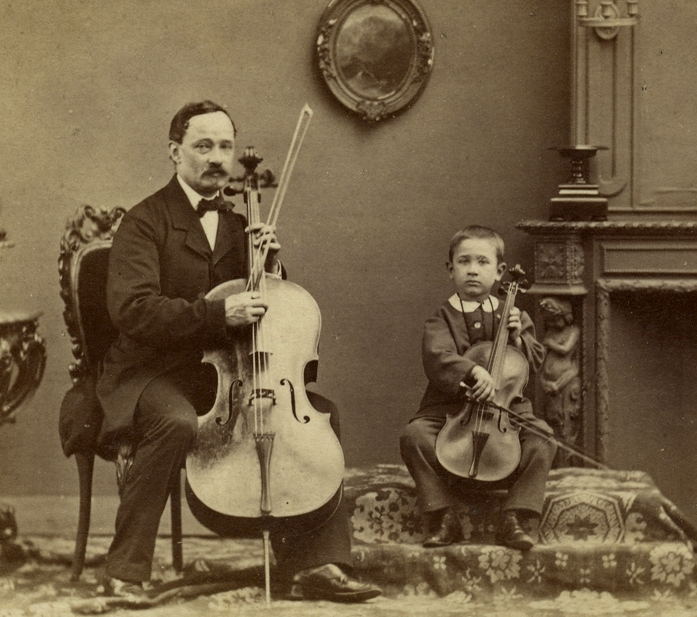
Frits Giese estudiant el violoncel amb el seu pare Joseph Giese

El 1878 es va traslladar als Estats Units, establint-se a Boston, inicialment com a membre del "Mendelssohn Quintet". Com a part d'aquest grup va fer gires pels EUA, Canadà, Austràlia i Nova Zelanda. Després, durant un temps, va acompanyar la cantant Christina Nilsson en una gira de concerts. El 1884 es va incorporar a la composició original de l'Orquestra Simfònica de Boston, i un any més tard també es va incorporar a la composició original del "Quartet Kneisel". El 1889 va deixar Boston i va se rprofessor del "National Conservatory of America de Nova York".
Va morir d'alcoholisme.